# Красноармейский (Немецкий национальный район)
Красноарме́йский (нем. Krasnoarmejski) — село в Алтайском крае, Немецкого национального района.

## География
Расположено в 450 км к западу от Барнаула.

## Население
| 2001 | 2002 | 2003 | 2004 | 2005 | 2006 | 2007 |
| ---- | ---- | ---- | ---- | ---- | ---- | ---- |
| 415  | ↘358 | ↗361 | ↗363 | ↗364 | ↘313 | ↘287 |
| 2008 | 2009 | 2010 | 2011 | 2012 | 2013 |      |
| ↗296 | ↘256 | ↘243 | ↘239 | →239 | ↘224 |      |

## История
Село Красноармейский было основано в 1907 году. Первые поселенцы появились в 1902 г. Первоначально здесь проживало семь семей. Это были выходцы из южных губерний России (скорее всего Екатеринославской губернии), лютеране. Первые жители селились хуторами, которые назывались Барское, Рейхенфельд, Басхенфельд. В 1930-е годы деревня получила название Барский лог или сокращенно — Барский.
В 1961 году указом Президиума Верховного Совета РСФСР поселок Барский Лог переименован в Красноармейский.

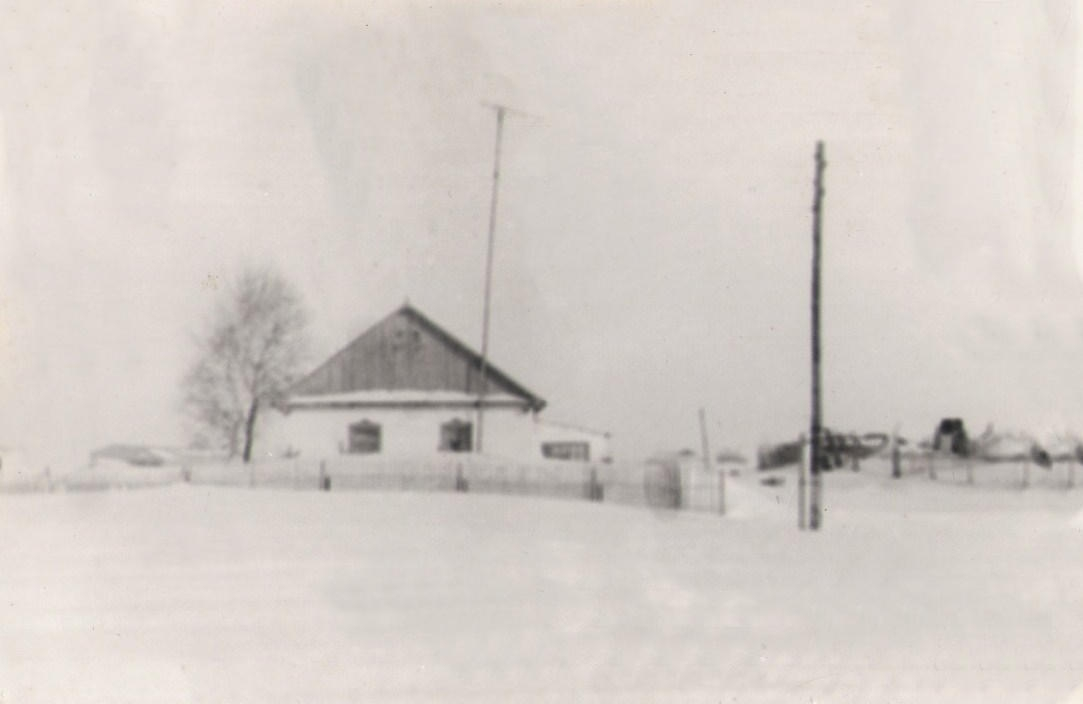
Дом в селе Барское (Красноармейский) в середине 50-х г.

Тип усадьбы был принесен переселенцами из прежних мест проживания. Усадьба представляла собой большой двор, все постройки находились под одной крышей. Сначала в деревне был один общий колодец, а затем колодцы появились во всех дворах. Земля в этом месте очень плодородная, но необходимо искусственное орошение. Вода расположена очень глубоко, поэтому в основном жители занимались животноводством, разводили коров и лошадей. Хорошую несоленую воду привозили из деревни Кресты, которая была расположена в 12 км от Красноармейки. За бревнами и досками для постройки домов ездили в Ключи. Излишки продуктов, произведенных в хозяйстве, продавали на рынке в г. Славгороде, куда ездили по воскресеньям. Хотя взаимоотношения жителей Красноармейки с представителями других конфессий были мирными, заключать браки предпочитали с лютеранами.
Браки заключались в основном с жителями деревни Новоромановка. До середины 1950-х годов в Красноармейке была начальная школа, затем 7-летняя, с 1961-х годов — 8-летняя. Немецкий язык преподавали как родной. В Красноармейке были кузница, столярная мастерская, магазин, библиотека, молитвенный дом.
Подавляющая часть населения этого села в 1990—2000 годы эмигрировала в Германию.

## Школа
В 30-е годы XX века, в маленькой деревушке Райхенфельд открылась двухлетняя школа, преподавание в которой велось на немецком языке. Расположилась первая школа в половине клубного здания.
В 1946 году в село (теперь уже оно называлось Барский лог) приехала учительская семья: Орхименко Василий Федорович и его жена Мария. Они учили детей на русском языке. С лета 1951 года до осени 1952 года, учителями были Забара Илья Степанович и Екатерина Степановна, которые приехали в село с двумя сыновьями.

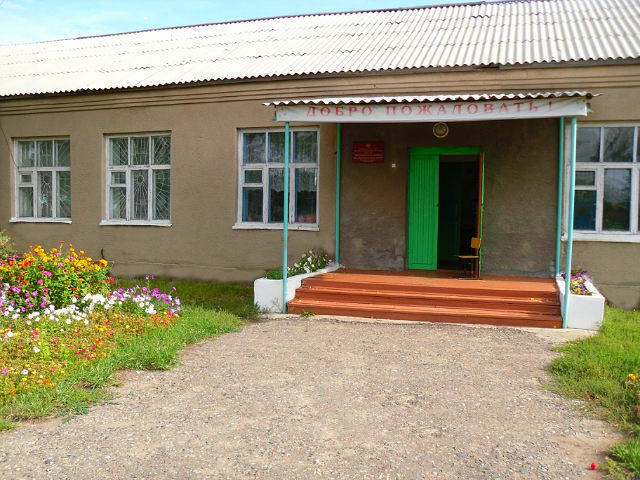
Школьное здание с. Красноармейское в 2011 году.

В 1952 году школа стала четырёхлетней. Преподавание немецкого языка, как родного, и русского языка вновь вела учительская семья: Еннер Эдуард Васильевич и Еннер Эльза Ивановна.
Все учителя жили в деревянной школе (позже детский садик). Была только одна классная комната, в остальной части здания жили учителя. Классы были малокомплектные, первый и третий классы учились в первую смену, второй и четвёртый классы во вторую. В 1959 году построили рядом со школой дом для учителей, там жила семья Еннер до самой пенсии.
Шло время, село росло, детям стала нужна новая, более просторная школа. В 1954 году все село вышло на строительство нового здания школы. Старшеклассников продолжали возить на учёбу в село Орлово.
Сход села решил вновь исправить положение, совместными усилиями в 1961 году к деревянному зданию сделали кирпичную пристройку. Школа стала семилетней. Теперь уже дети из Ново-Романовки, Преображенки, Погореловки, Ольгина приезжали на учёбу к нам в Барское. А в 1975 году был заложен фундамент нынешней школы. Строили её по выходным и после работы в течение двух лет. В 2011 году, в Красноармейской основной общеобразовательной школе трудились 12 учителей с высшим и среднеспециальным образованием.

## Транспорт
Красноармейское связана автобусным сообщением с районным центром Гальбштадт.